# Pseudophryne raveni
Espèce
Statut de conservation UICN

 LC  : Préoccupation mineure
Pseudophryne raveni est une espèce d'amphibiens de la famille des Myobatrachidae.

## Répartition
Cette espèce est endémique des régions côtières du Sud-Est du Queensland en Australie,.

## Étymologie
Cette espèce est nommée en l'honneur de Robert John Raven.

## Publication originale
- Ingram & Corben, 1994 : Two new species of broodfrogs (Pseudophryne) from Queensland. Memoirs of the Queensland Museum, vol. 37, p. 267-272 (texte intégral).